# پیکت (کنتاکی)
پیکت (به انگلیسی: Pickett) یک منطقهٔ مسکونی در ایالات متحده آمریکا است که در شهرستان ادیر، کنتاکی واقع شده‌است. پیکت ۲۰۶٫۰۵ متر بالاتر از سطح دریا واقع شده‌است.